# イリス・ティオ
イリス・ティオ・カサス（Iris Tió Casas、2002年11月2日 - ）は、スペイン・バルセロナ県バルセロナ出身のアーティスティックスイミング選手。2024年パリオリンピックチーム銅メダリスト。

## 経歴
2022年にハンガリーのブダペストで開催された世界水泳選手権では、ハイライトで銅メダルを獲得した。2023年に日本の福岡市で開催された世界水泳選手権では、チームテクニカルで金メダルを獲得し、ソロテクニカルとアリサ・オソヒナと組んだデュエットテクニカルで銅メダルを獲得した。
2024年にアラブ首長国連邦のドーハで開催された世界水泳選手権では、チームテクニカルで銀メダルを獲得し、アリサ・オソヒナと組んだデュエットテクニカルで銅メダルを獲得した。同年に開催された2024年パリオリンピックでは、チームで銅メダルを獲得した。アリサ・オソヒナと組んだデュエットでは7位だった。
2025年の世界水泳選手権では、ソロフリールーティン、リロウ・リュイスと組んだデュエットフリールーティン、デニス・ゴンサレスと組んだミックスデュエットフリールーティンの金メダル3つ含む6つのメダルを獲得した。